# Luz María Jerez
Luz María Jerez  (San Miguel de Allende, Guanajuato, Mexikó, 1958. július 5. –) mexikói színésznő.

## Élete és pályafutása
1958. július 5-én született San Miguel de Allendében. 
Karrierjét 1981-ben kezdte. 1985-ben Martha Samaniego szerepét játszotta a Tú o nadie című telenovellában. 1997-ben szerepet kapott a Desencuentróban. 2012-ben Connyt alakította a Menekülés a szerelembe című sorozatban.

## Filmográfia

### Telenovellák
- Marea de pasiones (2024) .... Leonor Grajales
- Leona bosszúja (2023) .... Clara Hernández (Magyar hang: Vándor Éva)
- Quererlo todo (2020–2021) .... Minerva Larraguibel
- Cita a ciegas (2019) .... Lorena
- Sin miedo a la verdad (2019) .... Terapeuta
- Por amar sin ley (2018) .... Pilar Huerta
- Mi marido tiene familia (2017) .... Belén Gómez Beltrán
- La candidata (2016–2017) .... Erika Jessica de San Román
- Ana három arca  (2016) .... Julieta  (Magyar hang: Csomor Csilla)
- Veronica aranya (Lo imperdonable) (2015) .... Lucía Hidalgo (Magyar hang: Vándor Éva)
- Yo no creo en los hombres (2014) .... Alma Mondragón de Bustamante
- Quiero amarte (2013-2014) .... Eloisa Ugarte
- Menekülés a szerelembe (Un refugio para el amor) (2012) ....  Constanza "Conny" Fuentes Gil (Magyar hang: Fazekas Zsuzsa)
- Ni contigo ni sin ti (2011) .... Irene Olmedo de Rivas
- Sueña conmigo (2010)....Elena Molina
- Verano de amor (2009) .... Aura de Roca
- Kedves ellenség (Queirda enemiga) (2008) .... Bárbara Amezcua de Armendariz (Magyar hang: Csampisz Ildikó / Törtei Tünde)
- Pokolba a szépfiúkkal! (Al diablo con los guapos) (2007–2008) .... Milena de Senderos (Magyar hang: Csampisz Ildikó)
- Código postal (2006-2007) .... Irene Alonso de Rojas
- Clap... el lugar de tus sueños (2003-2004) .... Victoria
- Así son ellas (2002) .... Rosa Corso de Calderón
- Por un beso (2000-2001) .... Fernanda Lavalle de Díaz de León
- Cuento de Navidad (1999) .... Brisia
- Julieta (Laberintos de pasión) (1999–2000) .... Marissa Cervantes (Magyar hang: Juhász Judit)
- Tres mujeres (1999–2000) .... Renata Gamboa
- Desencuentro (1997) .... Sandra Lombardo
- La antorcha encendida (1996) .... Doña Catalina de Irigoyen
- El premio mayor (1995) .... Cristina Molina
- El vuelo del águila (1994) .... Doña Inés
- Dos mujeres, un camino (1993-1994) .... Alejandra Montegarza
- Triángulo (1992) .... Mariana Armendariz
- Al filo de la muerte (1991) .... Iris Salgado
- Megveszem ezt a nőt (Yo compro esa mujer) (1990) .... Úrsula / fiatal Emilia (Magyar hang: Szirtes Ági)
- Tal como somos (1987) .... Beatriz
- Lista negra (1986) .... Violeta
- El engaño (1986) .... Aminta Alvírez de Gunther / Mindy Gunther
- Tú o nadie (1985) .... Martha Samaniego
- Nosotras las mujeres (1981) .... Lucila

### Sorozatok
- Durmiendo con mi jefe (2013) .... Edith de Urrutia
- Hermanos y detectives (2009) .... Doctora (epizód "El final")
- Mujeres asesinas (2008) .... Clara Fernández (epizód "Jessica, tóxica")
- La rosa de Guadalupe (2008) .... Teresa (epizód "A como dé lugar")
- Bajo el mismo techo (2005) .... Carmen
- Hora marcada (1986)

### Filmek
- Castidad (2010)
- La curva del olvido (2004)
- La segunda noche (1999)
- Secuestro salvaje (1994)
- Imperio de los malditos (1992)
- Sólo con tu pareja (1991)
- La venganza de los punks (1991)
- La tentación (1991)
- Secuestro equivocado (1991)
- Cóndor blanco (1991)
- Ritmo, traición y muerte (1991)
- Orgía de terror (1990)
- Machos (1990)
- Hasta que la muerte nos separe (1989)
- Operación asesinato (1989)
- Flaco flaco, pero no para tu taco (1989)
- Entrada de la noche (1989)
- Un paso al más acá (1988)
- Relajo matrimonial (1988)
- Adorables criminales (1987)
- Los ojos del muerto (1987)
- Astucia (1986)
- El último disparo (1985)
- Noche de carnaval (1984)
- Buenas, y con ... movidas (1983)
- Aborto: canta a la vida (1983)
- Preparatoria (1983)
- Silencio asesino (1983)
- Los cuates de la Rosenda (1982)
- Muerte en el Río Grande (1982)
- El día que murió Pedro Infante (1982)

## Színház
- Un amante a la medida (2009)
- Las arpías (2009)
- Monólogos de la vagina (2008)
- Electra (2006)
- Hombres (2005)
- Trampa de muerte (2004)
- Cinco mujeres.com (2003)
- La casa de Bernarda Alba (2002)
- Desencuentros (2000)
- El viaje superficial (1997)
- Juegos de sociedad (1994)
- El jardín de las delicias (1985)
- Mi amiga la gorda (1985)
- La loba (1984)
- Sálvese quien pueda (1984)
- No tengo no pago (1984)
- La Celestina (1982-1987)
- Juegos de alcoba (1981)
- El hereje (1981)